# Egon Spiegel
Egon Spiegel (* 30. April 1952 in Fulda) ist ein römisch-katholischer Theologe.

## Leben
Spiegel studierte von 1972 bis 1977 römisch-katholische Theologie an der Albert-Ludwigs-Universität Freiburg. Von 1980 bis 1985 war er wissenschaftlicher Mitarbeiter von Georg Baudler. Von 1999 bis 2000 war Spiegel Professor für Religionspädagogik an der Philosophischen Fakultät der TU Dresden. Von 2001 bis zu seinem Eintritt in den Ruhestand im Jahr 2022 war Spiegel Professor für Religionspädagogik und Pastoraltheologie an der Universität Vechta.

## Werke (Auswahl)
- Gewaltverzicht. Grundlagen einer biblischen Friedenstheologie, Kassel: WeZuCo, 1987 (2. Aufl. 1989)
- In Beziehungen Gott erfahren und auf Gott vertrauen. Grundlagen einer Religionspädagogik der Beziehung (Habilitationsschrift), Münster 1997
- Lehramt Theologie – das Studium kannste vergessen! Berufseffizient elementarisieren – ein hochschuldidaktischer Orientierungsrahmen, (Vechtaer Beiträge zur Theologie, Bd. 7), Kevelaer: Butzon & Bercker, 2003